# Sipos Péter (énekes)
Sipos Péter (Budapest, 1967. augusztus 20. –) magyar énekes, parodista, zenész, dalszerző, szövegíró, zeneszerző, az Irigy Hónaljmirigy és a Triász zenekar tagja.

## Pályafutása
Édesapja kelmefestő volt, aki vegytisztító üzletet működtetett Solymáron, édesanyja közértben dolgozott. Sipos Péter sosem tanult énekelni. Hatéves korában kezdett sportolni, négy évig úszott, majd vízilabdázott és kenuzott is. Eredetileg cukrásznak készült, 14 évesen inasnak állt egy cukrászüzembe. Később beiratkozott egy dobtanárhoz. Hat éven keresztül mint ruhafestő és szőnyegtisztító dolgozott, majd anyagbeszerző volt egy diszkóban. Az Irigy Hónaljmirigynek 1990-es megalakulása óta tagja, emellett a Zártosztály nevű formációban és a Triász együttesben is énekel. Öccse, Sipos Tamás szintén az IHM tagja.